# 狭缘盖螺
狭缘盖螺（学名：Stegodera angusticollis）为坚齿螺科盖螺属的动物，是中国的特有物种。分布于湖北、江西、安徽、江苏、浙江、长江流域和钱塘江一带等地，生活环境为陆地，多栖息于山区丘陵地带潮湿的灌木草丛中以及落叶下。